# Masaya Sato
Masaya Sato (født 10. februar 1990) er en japansk tidligere professionel fodboldspiller.
Han har spillet for flere forskellige klubber i sin karriere, herunder Nagoya Grampus, Thespa Kusatsu, FC Ryukyu og Fujieda MYFC.